# Lijst van voetbalinterlands Bermuda - Puerto Rico
Deze lijst van voetbalinterlands is een overzicht van alle officiële voetbalwedstrijden tussen de nationale teams van Bermuda en Puerto Rico. De landen speelden tot op heden vijf keer tegen elkaar. De eerste ontmoeting, een vriendschappelijke wedstrijd, werd gespeeld in Havana (Cuba) op 1 augustus 1982. Het laatste duel, eveneens een vriendschappelijke wedstrijd, vond plaats op 5 juni 2015 in Devonshire.

## Wedstrijden
| № | Plaats         | Datum            | Competitie                      | Wedstrijd             | Uitslag |
| - | -------------- | ---------------- | ------------------------------- | --------------------- | ------- |
| 1 | Havana         | 1 augustus 1982  | Vriendschappelijk               | Bermuda – Puerto Rico | 3 – 0   |
| 2 | Devonshire     | 16 januari 2008  | Vriendschappelijk               | Bermuda − Puerto Rico | 0 − 2   |
| 3 | Devonshire     | 18 januari 2008  | Vriendschappelijk               | Bermuda − Puerto Rico | 0 − 1   |
| 4 | Port-au-Prince | 7 september 2012 | Caribbean Cup 2012 kwalificatie | Bermuda − Puerto Rico | 1 − 2   |
| 5 | Devonshire     | 7 juni 2015      | Vriendschappelijk               | Bermuda − Puerto Rico | 1 − 1   |

## Samenvatting
| Competitie                 | Totaal gespeeld | Winst Bermuda | Gelijk | Winst Puerto Rico | Doelsaldo Bermuda – Puerto Rico |
| -------------------------- | --------------- | ------------- | ------ | ----------------- | ------------------------------- |
| Caribbean Cup-kwalificatie | 1               | 0             | 0      | 1                 | 1 − 2                           |
| Vriendschappelijk          | 4               | 1             | 1      | 2                 | 4 − 4                           |
| Totaal                     | 5               | 1             | 1      | 3                 | 5 − 6                           |

Wedstrijden bepaald door strafschoppen worden, in lijn met de FIFA, als een gelijkspel gerekend.